# توماس إي. مورغان
توماس إي. مورغان (بالإنجليزية: Thomas E. Morgan)‏ هو جراح وسياسي أمريكي، ولد في 13 أكتوبر 1906 في Ellsworth, Pennsylvania ‏ في الولايات المتحدة، وتوفي في 31 يوليو 1995. نشط حزبياً في الحزب الديمقراطي. وقد انتخب عضو مجلس النواب الأمريكي.